# In Old Santa Fe
Pour plus de détails, voir Fiche technique et Distribution.
In Old Santa Fe est un film américain réalisé par David Howard et Joseph Kane,  et sorti en 1934, 
Produit par la Mascot Pictures, ce western B a notamment pour principal interprète Ken Maynard. Outre le rôle-titre, se trouve également dans la distribution Gene Autry pour la première fois au cinéma, invité pour 
interpréter plusieurs chansons.

## Synopsis
Kentucky et Cactus se rendent au ranch El Reposo pour participer à une course de chevaux organisée par le propriétaire, Charlie Miller. En chemin, ils rencontrent Lila, la fille de ce dernier, et Ken tombe immédiatement sous son charme. Dans le même temps, deux malfrats, Chandler et Tracy, arrivent également au ranch. Chandler a la connaissance de secrets sur la vie passée de Miller et a l'intention de le faire chanter.
Les deux bandits décident également de truquer la course. Ils parviennent par la ruse à ce que Cactus parie Tarzan, le cheval de Ken. Au cours de la chevauchée, Tarzan chute et Ken perd donc la course. Mais il se rend compte qu'un fil a été tendu pour le faire tomber et il relève des empreintes de pas sur les lieux.
Ensuite, Chandler se rend chez Miller et lui révèle sa véritable identité : son nom est Matt Korber. Il est le fils de Monte Korber, avec qui Miller a jadis eu des démêlés qu'il a fuis afin de protéger sa fille. Le gredin exige deux choses du vieil homme en échange du silence : obtenir la main de sa fille Lila, et devenir propriétaire à 50 % du ranch et de la mine d'or qu'il possède.
Mais Korber et Tracy ne s'entendent plus sur les termes de leurs forfaits et finissent par se bagarrer. Tracy surprend alors une conversation de Miller qui lui apprend un prochain transport d'or, et il décide de le dévaliser dans le dos de Korber. Après l'attaque, c'est Ken qui retrouve le conducteur de la diligence, avec une balle dans l'épaule. Il part immédiatement sur les traces des voleurs et parvient à récupérer le butin des hommes de Tracy. Mais celui-ci fait tuer pour de bon le conducteur de la diligence et lorsque Ken revient avec l'or, il est accusé du crime et arrêté par le shérif.
Cactus vient en aide à Ken et le fait s'évader de prison. Ken retourne au ranch où est organisée une soirée dansante. À cet endroit et à ce moment, Tracy monte en cachette dans le bureau de Miller et tente d'ouvrir le coffre-fort. Mais il est surpris par Korber qui l'abat aussitôt. Arrivé sur les lieux, Ken est à nouveau accusé du meurtre. Mais parvient à prouver que la balle qui a tué Tracy vient du pistolet de Korber. De plus, il bluffe quant à l'existence d'une lettre écrite par Tracy et révélant les méfaits de Korber. Ce dernier tombe dans le panneau et avoue ses crimes.

## Fiche technique
- Titre original : In Old Santa Fe
- Réalisateur : David Howard et Joseph Kane
- Scénario : Colbert Clark et James Gruen (en) d'après une histoire de Wallace MacDonald et John Rathmell
- Musique : Harold Lewis
- Photographie : Ernest Miller et William Nobles
- Montage : Thomas Scott
- Son : Terry Kellum
- Producteur : Victor Zobel (et Nat Levine, patron de la Mascot)
- Société de production : Mascot Pictures
- Pays d'origine : États-Unis
- Langue : anglais
- Format : Noir et blanc – 1.33:1 – 35 mm – Mono
- Genre : Western B
- Durée : 64 minutes
- Date de sortie : 15 novembre 1934

## Distribution
- Ken Maynard : Kentucky
- Evalyn Knapp : Lila Miller
- H. B. Warner : Charlie Miller
- Kenneth Thomson : Chandler
- George Hayes : Cactus
- Wheeler Oakman : Tracy
- George Burton (en) : Red
- George Chesebro : Nick

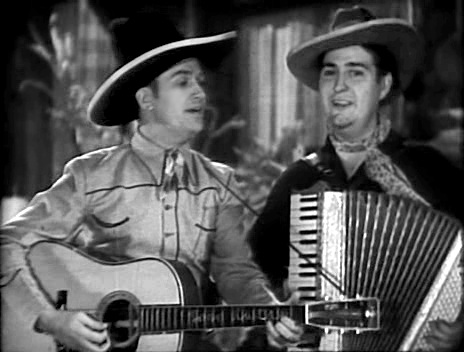
Duo de Gene Autry et Smiley Burnette dans le film.

Non crédités au générique, Gene Autry et Smiley Burnette font dans ce film leur première apparition au cinéma, en tant que guest stars. Ils interprètent plusieurs chansons lors d'une soirée au ranch.